# Beretă

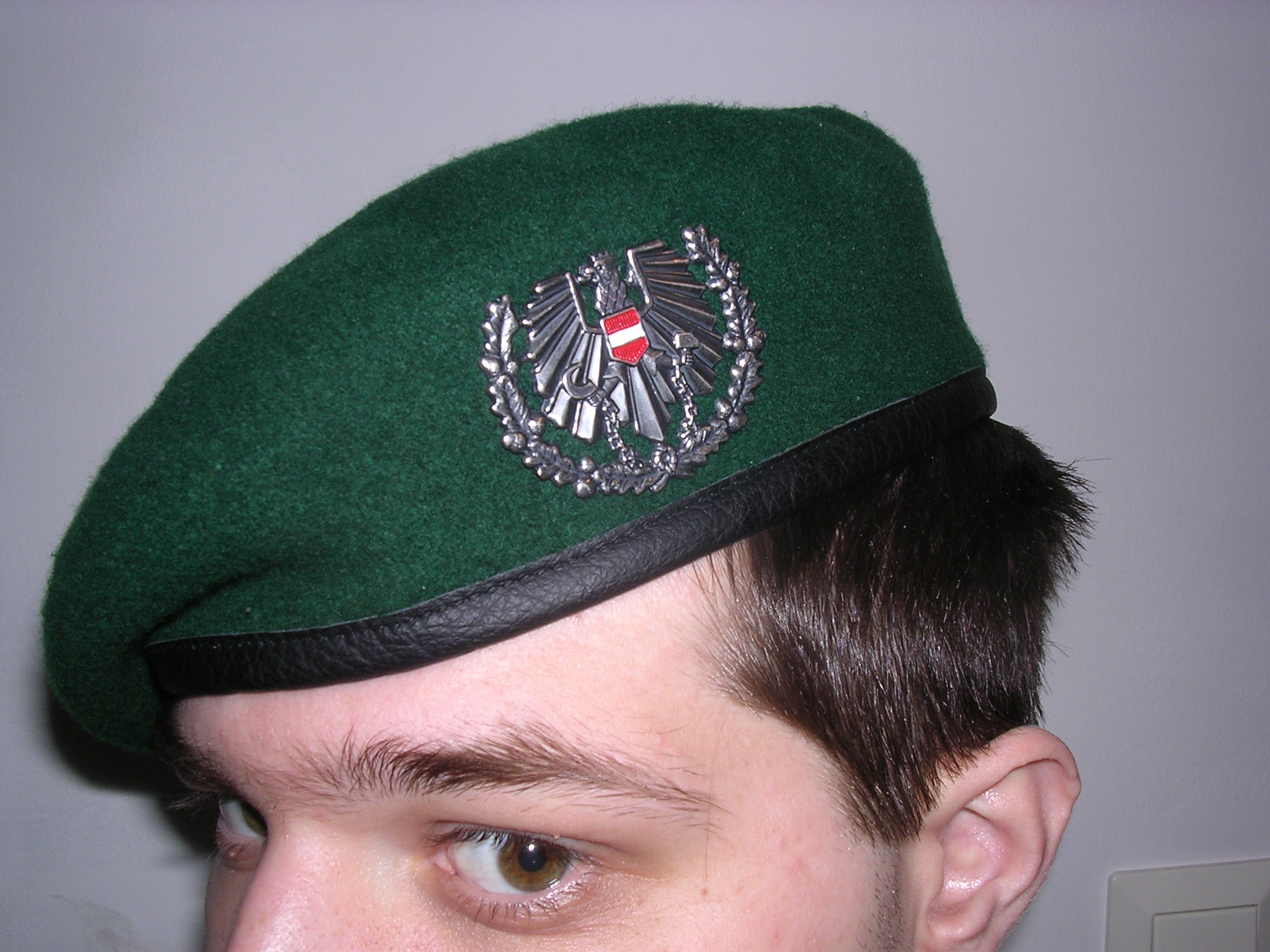
Bereta unui soldat austriac

Bereta este un tip de pălărie rotundă, moale și scundă, confecționată de obicei din pâslă. Și-a obținut popularitatea în Evul mediu fiind purtată atât de oameni de rând, cât și de militari. Astăzi, este purtată pe larg de adepții stilului retro și rămâne un element vestimentar în armatele mai multor țări ale lumii.